# Belgische Gouden Schoen 1973
De verkiezing van de Belgische Gouden Schoen 1973 werd in 1974 gehouden. Maurice Martens won de Gouden Schoen voor de eerste keer. Hij was de eerste speler van Racing White die de voetbalprijs won.

## De prijsuitreiking
Maurice Martens verhuisde na vier seizoenen als invaller van RSC Anderlecht naar de buren van Racing White. Daar werd Martens als linksachter een belangrijke pion. Hij leidde het team naar de top van België en werd in 1971 ook voor het eerst opgenomen in de nationale ploeg.
In 1973 werd Club Brugge voor het eerst sinds 1920 nog eens kampioen. Een opmerkelijke prestatie die verrassend genoeg niet resulteerde in een nieuwe Gouden Schoen voor blauw-zwart. De voorkeur van de stemgerechtigden ging immers uit naar Martens, die met Racing White derde was geworden, ver voor stadsgenoot RSC Anderlecht, dat dat jaar wel de Beker van België veroverde. De 28-jarige Nico Dewalque van Standard Luik eindigde voor de vijfde en laatste keer in de top 5.

## Top 5
| Nr. | Land               | Naam              | Club(s)        | Punten |
| --- | ------------------ | ----------------- | -------------- | ------ |
| 1.  | Vlag van België    | Maurice Martens   | Racing White   | 270    |
| 2.  | Vlag van België    | Nico Dewalque     | Standard Luik  | 142    |
| 3.  | Vlag van België    | Erwin Vandendaele | Club Brugge    | 92     |
| 4.  | Vlag van België    | Paul Van Himst    | RSC Anderlecht | 87     |
| 5.  | Vlag van Nederland | Rob Rensenbrink   | RSC Anderlecht | 50     |

1954 · 
1955 · 
1956 · 
1957 · 
1958 · 
1959 · 
1960 · 
1961 · 
1962 · 
1963 · 
1964 · 
1965 · 
1966 · 
1967 · 
1968 · 
1969 · 
1970 · 
1971 · 
1972 · 
1973 · 
1974 · 
1975 · 
1976 · 
1977 · 
1978 · 
1979 · 
1980 · 
1981 · 
1982 · 
1983 · 
1984 · 
1985 · 
1986 · 
1987 · 
1988 · 
1989 · 
1990 · 
1991 · 
1992 · 
1993 · 
1994 · 
1995 · 
1996 · 
1997 · 
1998 · 
1999 · 
2000 · 
2001 · 
2002 · 
2003 · 
2004 · 
2005 · 
2006 · 
2007 · 
2008 · 
2009 · 
2010 · 
2011 · 
2012 · 
2013 · 
2014 · 
2015 · 
2016 · 
2017 ·
2018 ·
2019 ·
2020 ·
2022 ·
2023 ·
2024